# Suonare suonare
Suonare suonare è un album del gruppo italiano Premiata Forneria Marconi, pubblicato nel 1980.

## Il disco
L'opera è incentrata sui sentimenti che derivano dal suonare in un gruppo musicale e sul successo che ne deriva. Come nel precedente Passpartù il genere è distaccato dall'originale rock progressivo del gruppo (probabilmente a causa della crisi del genere alla fine degli anni 70) e il gruppo si decide ad abbandonare le tipiche influenze per virare verso sonorità più commerciali. In questo disco, a causa della fuoriuscita di Bernardo Lanzetti, il batterista Franz Di Cioccio diventa cantante nonché leader in via definitiva della band. 
La canzone Maestro della voce è dedicata a Demetrio Stratos.
La canzone Suonare suonare è stata cantata anche da Riccardo Cocciante nell'album Cervo a primavera, pubblicato anch'esso nel 1980.

## Tracce
Lato A
1. Suonare suonare - (Flavio Premoli) - 4:49
2. Volo a vela - (Premoli) - 4:25
3. Si può fare - (Franco Mussida, Franz Di Cioccio) - 4:51
4. Topolino - (Mussida) - 4:47

Lato B
1. Maestro della voce - (Premoli, Mussida, Di Cioccio, Patrick Djivas) - 5:36
2. Sogno americano - (Premoli, Mussida, Di Cioccio) - 4:09
3. Bianco e nero - (Premoli, Di Cioccio) - 5:47
4. Tanti auguri - (Premoli) - 4:06[1]

## Formazione
- Flavio Premoli - tastiere, cori e voce (tracce 2 e 7)
- Franco Mussida - chitarra, cori e voce (traccia 4)
- Patrick Djivas - basso
- Franz Di Cioccio - batteria, voce (tracce 1, 3, 5 e 8) e cori, percussioni
- Lucio Fabbri - violino, viola e violoncello